# プラーガ
プラーガとは、カプコンのテレビゲーム『バイオハザード4』『バイオハザード RE:4』（以降、『4』『RE:4』）、『バイオハザード5』（以降、『5』）、実写映画『バイオハザードV リトリビューション』（以降、『V』）、『バイオハザード: ザ・ファイナル』（以降、『FINAL』）、フルCGアニメ映画『バイオハザード ダムネーション』（以降、『DM』）『バイオハザード アンブレラコア（以降、『CORPS』）』に登場する架空の寄生生物である。劇中の字幕では「寄生体」と訳される。
『4』及び『RE:4』では邪教集団「ロス・イルミナドス」がこの生物を使った生体兵器の開発などを行い、『5』では同教団の研究データをもとにさらなる改良・開発を行っていた。同教団の紋章のモチーフでもあり、その名前はスペイン語で「疫病」を意味する「Las Plagas」に由来する。
『V』『FINAL』ではロス・イルミナドスに絡めた設定がなく、アンブレラ社の開発したT-ウィルスや、それによって生じたアンデッドに絡めた設定になっている。
ここでは続編『5』に登場するプラーガ・タイプ2、3とその生体兵器についても解説する。

## 概要
『4』で初登場した、他の動物に寄生し支配する寄生生物である。『4』の舞台である地域を統治していたサラザール家が、城の地下で厳重に封印していたが、ロス・イルミナドス教団の教祖であるオズムンド・サドラーに篭絡された8代目城主のラモン・サラザールが、再び解き放った。
しかしプラーガは性質上、宿主がいないと生存できないため、ミイラ化したプラーガが発掘された当初は復活は不可能と思われていた。だがプラーガの幼生が微細な胞子となって生存しており、発掘に駆り出されていた村人がそれを吸い込んだことにより復活した。以後教団によって研究が進められ、生物兵器として活用されていくことになる。
そして、2004年にはその力を背景に海外にまで勢力を延ばそうと当時のアメリカ大統領息女アシュリー・グラハムを拉致するも、アシュリーの捜索に派遣されたルーキーエージェントのレオン・S・ケネディの活躍とプラーガの技術を狙うH.C.F.の介入によって教団を統括するサドラー以下全ての支配種プラーガ保持者とプラーガ母体が倒され、教団は壊滅した。
しかし、遺された支配種プラーガのサンプルはエイダ・ウォンの手でH.C.F.へと、そしてアルバート・ウェスカーと共にトライセルへと渡って各地に拡散、野生化したプラーガの活動も続き、アンブレラのB.O.W.に並ぶ負の遺産として世界に存在することになる。

## プラーガの特徴
プラーガには、以下のような特徴がある。
- 宿主をコントロールできる。また、T-ウィルスとは異なり宿主の知能を保ち、他のガナードと意思伝達をすることも可能。
- 真社会性生物である。要するに、アリやハチ等と同じ社会を形成している事を示す。
- 多様な生物に寄生できる。この能力により、異生物の間でも相互リンクできる。
- 宿主を失ったプラーガは生命活動を維持できず、短時間で衰弱死する。
- 光を嫌い、特に強力な光を直接浴びると即座に死滅する。

プラーガに寄生されると主導権はプラーガに移って凶暴化し、寄生されていない外部の者を執拗に襲うようになる。また、生命力もケタ違いに高くなり、場合によっては頭部へのライフル弾の直撃にすら耐えうる。プラーガの卵を直接植えつけられた場合、成長しながら宿主の肉体を蝕み、ゆっくりと症状が進んでいく。逆を言えば、卵から成体になるまでに絶対的なタイムラグが存在しており、成体になるまでの間は自我を失わずにいられ、プラーガを除去できる間があることを意味しており、ルイス・セラのように卵の状態なら専用の薬を服用すれば除去できるほか、卵から幼体になると除去こそできなくなるものの、成長による侵食を一時的に抑えられる。レオンやアシュリーのように幼体の状態であれば、外科手術によって除去できるが、その際は専用の放射線機器を用いて体内のプラーガを焼き殺すことで除去が可能。ただし、幼体であってもある程度まで成長が進んでいると、除去が難しくなるかもしくは不可能となる。また、中枢神経につながるプラーガを殺すことになるので、治療中はかなりの苦痛を伴い、治療後は脳に重篤な意識障害を引き起こす危険性も孕んでいる（詳細は#治療法を参照）。
プラーガは音を感知する器官らしきものを体内に保有しており、ロス・イルミナドス教団の教祖やサラザール家の領主は、寄生体のみが感知できる特殊な音響や音波の類を用いてプラーガを操っているのではないかと、『4』でエイダに推測されている。例として、レオンと交戦中だった村人のガナード達が教会の鐘の音を聞いた途端、戦闘を放棄したことが挙げられる。また、『DM』劇中では支配種のプラーガを自らに投じたアレクサンドル・コザンチェンコが配下のリッカーに命令を出す際、金切り声のような音波を発する描写がある。
タイプ2とオリジナルの違いは、すでにこぶし大ほどに成長した球状のプラーガを経口摂取させる（口から押し込む）ことにより、数秒で宿主の肉体を支配させることができる点である。プラーガは宿主の食道を食い破って体内に侵入し、直に脊髄や脳といった中枢神経に取り付く。これにより、オリジナルの問題点でもあった完全に宿主の肉体を支配するまでのタイムラグを、大幅に短縮することに成功した。
タイプ3とオリジナルとの違いは、知能を残したまま強力な力を持たせるという発想にもとづき、支配種のプラーガの遺伝子を通常のプラーガに組み込んだことによって、従来のガナードよりも身体能力が向上することが主だった点である。しかし、それに成功したものの支配種プラーガの「宿主の体を変化させる」面が残り、宿主の肉体が一部変化してしまっている（オリジナルほど顕著ではない。具体的には体の大型化や皮膚の壊死など）。また、子供や女性には適合できず、タイプ3に寄生された女子供は全員が死亡している（後述）。身体能力の向上で最もわかりやすいのは脚力。
『5』では、ンディパヤ族の青年が書き残した日記（「村の青年の日記」）から、プラーガ（タイプ3）の人間への浸食の模様が垣間見られる。当時流行り始めていた疫病対策にトライセルからワクチンと言われるもの（プラーガ3の胞子か幼生と思われる）を投与される（青年は最初断ったものの、二度目は伝染病の予防接種と信じた村民に無理矢理連行され、投与される）。その後、村民達は突然狂気に飲まれ始め、戦闘装飾（メイク）を施したり武装したり、何も無いのに祭りを始めたり同士討ちを始めたりと、少しずつプラーガのもたらす殺戮衝動のままに動き始めていた（ゲーム中で見られる裸に近い民族衣装は、普段は着ない祭り衣装であった）。また、同じく投与された女子供は高熱を出した後に死に至るか、男性に殺されるなどして全滅する。青年も投与されていたため、ノートの文章が次第に壊れていく。なお、『4』のエンディングでも村民達が教団の手によりプラーガに浸食される様子が描かれている が、作中に文書で具体的に書き記されたのは「村の青年の日記」が初出となる。
プラーガに関する書類では、タイプ1、2の欠点である肉体の変異、凶暴化、安定性の欠如などの欠点を克服した「タイプ4」についての存在も示唆されているが、実際に開発ないし完成していたかは不明。『5』では登場しない。

## 原種プラーガ

### ガナード及びイレギュラーミュータント
ロス・イルミナドス教団によるバイオテロリズムに巻き込まれて変異した人間や犬。
ガナード（Ganado）
事件の舞台となったヨーロッパの辺境に現生する寄生生物「プラーガ」に肉体を乗っ取られた人間。宿主の意識は失われ、人間としては自我を失い悪意に支配されているため死者に等しい状態だが、プラーガが感染前の生活を模倣して生きた人間のごとく活動する。宿主の知識や技術はそのまま残っており、言語を用いた会話や道具の使用さえ可能。過去作のゾンビ同様、銃弾にも耐える生命力を獲得しており（ただし、ある程度の痛覚は残っている模様）、女性でも70キロあるレオンを片手で投げ飛ばすほどの筋力を発揮する。未感染の人間を発見すると即座に凶暴化し、武器や罠を用いて組織的に行動しながら標的を追い詰める。「ガナード」とはスペイン語で「家畜」を意味し、文字通り教団の幹部たちには下位の労働力として使役されている模様。単に「ガナード」と呼称した場合は主に以下の三種を指す
村人
レオンが最初に遭遇するガナード。農作業や牧畜に勤しむ穏やかな生活を送っているように見えるが、村の目立たぬ場所には人間の遺体や人骨がいくつも転がっている。また衛生観念も欠如しており、腐った死体を室内に放置したり腐った食物なども平気で口にしている 模様。レオンを発見すると、ピッチフォーク、鎌、ハチェット、包丁、松明などの農具が大半を占める日用品を手に襲い掛かり、一部の者は自身や仲間が巻き添えになるのも構わず業務用ダイナマイトを手榴弾の様に投擲したり、味方もろともトラックで轢き殺そうとする。また、村の各所にトラバサミやワイヤー爆弾、落石などのトラップを仕掛けて防衛線を築いている。
プラーガの感染経路は、寄生体の発掘作業に駆り出されていた者たちが乾燥した寄生体の胞子を吸い込んで体内でプラーガが蘇生とルイスのメモにあり、教団によるプラーガの研究が始まってからは、入信した領主サラザールの命で、注射で直接体内に卵を注入されていったことがエンディングのムービーで分かる。
邪教徒
時代錯誤なローブに身を包んだ邪教集団ロス･イルミナドスの狂信者たち。仮面や兜で顔が分からない者を除いて全員異様に顔が白く、スキンヘッドで赤い模様（化粧か刺青かは不明）をしている者もいる。プラーガの研究の早期に自ら望んで寄生体を受け入れたため、体内の寄生体は成体もしくはそれに近い状態に成長している。耐久力も村人タイプのガナードより全体的に高く、スクトゥムの形状をした木製の盾や、髏を模した金属の仮面で身を守る者も存在する。フレイル、大鎌、ボウガンなどのヨーロッパ中世を彷彿させる古めかしい武器を手に、不気味な笑みを浮かべながら襲い掛かる。さらに一部の者はRPG-7に似た携帯型のロケット弾発射器や固定式の大型ガトリングガンなど強力な重火器も所持している（『RE:4』では所持しておらず、代わりにオリジナル版でも使用した投石機や旧式の固定砲台を使用する）ほか、村人と同様に業務用ダイナマイトも使用する。上体を反らして銃の射線を外す、二手に分かれて行動するなど村人よりも行動が戦術的。ローブの色によって格付けされており、黒・紫・赤の順に地位が高い。
『RE:4』では、邪教徒の背丈の違いにより、背の低い女性の邪教徒が登場する。
邪教徒（リーダー）
赤及び紫のローブを着た邪教徒の内、山羊の頭骨のマスクを身につけたもの。並外れて頑健な肉体をもつ。特に古城にて出現する、「城内サロンの鍵」を首にかけているものは全ガナード中でも最高レベルのタフネスさを誇り、追い詰められた際は条件を満たすと固定式ガトリングガンで反撃に転じる難敵。
『RE:4』では、「¡Gloria a las Plagas!（プラーガに栄光あれ）」の掛け声と共にプラーガに刺激を与える衝撃波を飛ばし、エルヒガンテの解放や周囲の邪教徒達の体内の寄生体に変貌させる。エルヒガンテ以外の掛け声はレオンやアシュリーの体内の卵から孵化した寄生体との影響で耳を塞ぎこんでしまう。
戦闘員
プラーガの研究施設がある孤島を警備する私兵たち。邪教徒と同様にロス・イルミナドス教徒である他、一部の者はクラウザー同様にプラーガ奪取の為に潜入したH.C.Fの工作員である模様。村人と同じく腐った食物を主食にしている。戦闘訓練を受けており、邪教徒よりも全体的に体力が高く、走って接近する速度がかなり速い。村人や邪教徒が使用していた武器の一部に加え、新たにスタンロッド（『RE:4』ではそれに加えて、レンチや有刺鉄線を巻き付けたバット）を所持しているが、後述のガトリング男などを除いて銃器は所持しておらず、飛び道具はボウガンや携帯型のロケット弾発射器が主である。ただし、要塞には多数の固定式ガトリングガンがあり、レオンを待ち伏せする。身を守る防具も金属製のものを使用し、下半身にアーマーを装着している者もいる。また多くの者は邪教徒とは対照的に近代的な服装をしているが、中には古代の剣闘士のような鎧と決して手放さない戦闘用ハンマーで武装した一回りほども大柄な者が存在する。戦闘用ハンマーのガナードは後述の大男（牛のマスク）として変更されている。
ガナード（チェーンソー系）
伐採用の大型チェーンソーを武器として使用するガナード。村人・邪教徒・戦闘員ら通常のガナードと比べてプラーガとの同化に適合しすぎた結果、強い破壊衝動に支配された代わりに強靭な肉体を獲得している。また、執拗さも通常のガナードを上回っており、敵と認識した相手をどこまでも追跡する。チェーンソーによる攻撃は非常に強力で、受けた相手は即死してしまう。
尚、ゲームシステム上ではロケットランチャーとハンドキャノン以外の武器では1回の攻撃で与えられるダメージの上限が決まっており、そういう意味ではショットガンやマグナムを使っても実用的とは言えず、連射で蓄積したダメージを与えることが出来るマシンガン系が有効だが、巨大チェーンソー男はその限りではない。
『RE:4』の場合はショットガンを弱点の頭部で狙い撃ちすると大ダメージを与える他、背後からナイフのステルスキルとして一撃で倒せるようになった。また、チェンソーの攻撃をナイフで受け止めることができる。
以下の三種が存在する。
チェーンソー男
両目の部分をくりぬいた頭陀袋のマスクを被り、本体が黄色いチェーンソーを手にしている男性のガナード。服装から、元々は村人と同様に村落の住人であったことを推察でき、必ず村人の集団と共に襲いかかる。体格は他の村人と大差は無いが、異常に頑健な肉体の持ち主で、ライフル弾やマグナム弾の頭部への直撃にさえ耐える。また、痛覚も鈍くなっているのか、ハンドガン、マシンガン、ナイフ等のストップパワーが小さい武器での攻撃は複数回受けなければ怯みさえしない。尚、即死攻撃のみを繰り出すためにあまり目立たないが、筋力も通常のガナードより発達しており、チェーンソーを軽々振り回す、棚等で塞いだ木製の扉を一撃で破壊する、武器を決して手放さない等の描写からそれがうかがえる。
凶暴性こそ増しているが、知性や言語能力は失われておらず、積極的に相手の死角に回り込もうとする。
チェーンソー姉妹
頭部に包帯を無造作に巻き、本体が赤いチェーンソーを手にしている女性のガナード。性質はチェーンソー男と大差はない。服装からチェーンソー男と同様に元々は村落の住人であったことを推察できる。「姉妹」の呼び名通り、宿主は姉妹であった様で、青い服を着たものと黄色い服を着たものの二体が存在する。村落の関所で門番の役割を担っており、青い服を着たものは関所の鍵を首にかけている。侵入者を発見すると、村人の集団と共に排除しようとする。頑健さはチェーンソー男よりも多少は劣るが、挟み撃ちを仕掛ける等、知能は高い。
巨大チェーンソー男
『THE MERCENARIES』の港ステージに登場する専用ボス。チェーンソー男をそのまま一回りほど巨大化した様な外見の男性のガナード。動力部を鎖で巻きつけ更にフロントハンドルを一本分に纏めて繋げた2枚刃のチェーンソーを所持し、標的を発見するとチェーンソーを重量をものともせず常に振り回しながら高速で追跡する。どんなに高い段差もジャンプで飛び越え、手榴弾の攻撃でさえ爆発が直撃しない限り怯むことがない、最強のガナード。他のガナードと同様、閃光手榴弾で動きを止めることが可能で、焼夷手榴弾ならダウンさせられる。また、頭部にレーザーサイトを合わせて狙撃することで怯ませることも可能だが、体を大きく揺らしながら高速で移動するために段差を乗り越えて動きが止まったところを利用しないと狙うのは難しい。特にレオンとハンクは、閃光手榴弾と焼夷手榴弾が入手できないため、他の3人よりも難易度が高い（閃光手榴弾と焼夷手榴弾を入手できない理由は、港ステージに固定配置が無いのと、敵を倒した時のドロップリストに設定されてないため）。そのため、手榴弾か手持ちの武器で倒すしかない。ミニゲームのみの登場であるため、本編の世界観にも存在するかは不明。
ガナード（ガトリング男）
頭に赤いベレー帽を被り、右目にロス・イルミナドス教団の紋章が刺繍された黒い眼帯を付けた巨漢のガナード。通常のガナードより一回りほど大柄。孤島を警備する戦闘員たちの隊長格で、鍛え抜かれた肉体を持つ人間がベースとなっている。本来銃架に固定して用いる大型の電動式ガトリングガンを持ったまま扱えるほどの筋力を獲得しており、遠距離では左右になぎ払うような激しい銃撃（敵味方問わず攻撃判定あり）、近距離ではガトリングガンで殴りつける攻撃を行う。巨大チェーンソー男と同様にジャンプで段差を飛び越え、ゲームランクによってはロケットランチャーの直撃にすら耐えるほどの頑健な肉体を持つ難敵である。『RE:4』は登場しないが、同じ攻撃パターンの後述の大男（猪のマスク）として変更されている。
大男
『RE:4』のみ出現するガナード。筋肉質の体系が特徴。他のガナードと同様、ナイフのステルスキルで一撃で倒すことができる。被るマスクや武器により攻撃パターンが異なる。
牛のマスク：素手もしくは大きめの木槌を武器とする。素手の者はパンチやキック、ラリアットを仕掛けてくる。ハンマーを持った者は頭上から叩き込んだり横から振り回し、味方をも巻き込んでしまう。ハンマーを持った者は『4』の戦闘員ガナード（反面状の仮面と鎧を着込んだガナード）の同じポジションとして代わりに登場する。
猪のマスク：左腕にエンジン駆動の連弩を装着して、矢をマシンガンのように乱射するほか、接近戦ではキックを繰り出す。『4』のガトリング男の同じポジションとして代わりに登場する。
ガナード（寄生体）
宿主の人間の身体が致命的なダメージを受けたため、プラーガが露出して直接肉体の制御を行っている状態。頭部が吹き飛んで寄生体が現れるため人間の知能は失われ、動作もぎこちなく歩くのみ（扉の開閉やハシゴの使用などは可能）だが、露出した寄生体がより強力な攻撃を仕掛けてくる。人間の身体はプラーガの乗り物でしかなく攻撃してもほとんど効果はないが、露出した寄生体には通常のガナードと同じくヘッドショットが有効。またプラーガは光に弱く、閃光手榴弾の強烈な光を浴びるとそれだけで肉体が崩壊してしまう。成長段階によって以下の3タイプに分かれる。
『RE:4』では、ガナードが倒れこんでからランダムで痙攣を起こしてナイフでトドメを刺さずに放置すると、日没までは寄生体が出ることなく首が折れ曲がった状態を「ガナード・デスヌカド」として、プラーガの意識で行動し襲いかかる。また、夜中の間では寄生体のA・B・Cのどちらか露出する。
寄生体A
幼体。ガナード化したのが比較的最近である村人や戦闘員の内のH.C.F.工作員の首から出現する。心臓の様な器官に宿主の眼球がぶら下がった見た目で、敵を察知すると心臓状の器官に格納されている先端に刃が付いた触手を展開し鞭のように振り回す。
『RE:4』では「プラガ・グアダニャ」の名称。村人や戦闘員だけでなく邪教徒の首から露出する。
寄生体B
成長途上のもの。ガナード化してから時間が経過している大半の邪教徒の首から出現する。触手も酸もないが、胴体と一体化した巨大な顎は人間の頭蓋骨を即座に噛み砕いたり飲み込んで死亡させる。
『RE:4』では「プラガ・マンディーブラ」の名称。『4』より大きくなっており、口から酸を吐き出してくる上に口を吸盤のように用いて天井への張り付きや空襲を仕掛けてくるようになった。即死攻撃の噛みつくはナイフで受け止めることができる。また、体表が硬く変質しており口内への攻撃や弱点の閃光手榴弾以外にある程度の強い耐性を持つ。
寄生体C
成体。ガナード化してからかなりの時間が経過している邪教徒と戦闘員の内の教徒の首から出現する。口から酸を吐き、8本の足で相手の頭にしがみ付いたのち顎で噛みつく。宿主の身体が破壊されると、プラーガが離脱して襲い掛かってくる。
『RE:4』では「プラガ・アラニャ」の名称。ガナードの頭部から現れるだけでなく、個別として遭遇する。ガナードの背後からしがみ付き、体内と体外の二体のプラーガで操つられた状態で急なスピードで追い掛ける。
武器商人
村落・古城・孤島の様々な場所に現れる、黒いコートを着たガナード。大きなリュックサックを背負い、紫のフードで目から下を隠している非常に怪しい格好をしている。リュックサックやコートの内側には武器が大量に格納されている。
呼び名の通り武器を行商しており、青い炎の松明を行商中の目印にしている。ロス・イルミナドス教団の手下であるガナードの一員にも関わらず、教団の敵であるレオンを敵視することはなく、金さえあれば取引に応じ、レオンを「Stranger（お客さん）」と呼ぶ。また、教団幹部のメンバーと同様にスペイン語訛りの流暢な英語で会話する。
ガナードとしては非常に脆弱で、ナイフの一撃で死亡してしまう。複数体存在し、当然ながら死亡してしまった者とは取引できなくなる。
他のガナードがいる場所では裏切りとなる行商行為が露見しないよう、取引を行わない。また、射撃場を経営する者もいる。
これらの特徴はガナードとしては非常に特殊であり、教団壊滅後、似た特徴をもつガナードは登場しない。

### プラーガ単体
寄生生物であるプラーガが、単体で生存している状態。プラーガ・タイプ2及びタイプ3にも宿主がいない状態で生存するプラーガであるキペペオ及びブイキチワが登場する。
プラーガ

宿主を失った寄生体の成虫。ロス・イルミナドス教団の紋章のモチーフ。脚が八本ある、ミズグモをそのまま約1メートルほどに巨大化させた様な外見。先端に短い触手が何本も生えた尾を持ち頭部から腹部にかけて広がる口がある。寄生生物あるがゆえにプラーガ単体では生命を維持できず、短時間で衰弱死してしまう他、肉体も非常に脆弱で、襲いかかってきた際に振り払うだけで死亡する。光に弱い。採掘場、古代遺跡といった光の届かない暗い場所に生息している。
ガナード（寄生体）のうち、寄生体Cが倒されると、寄生体部分が分離してこの敵に変化する。また、プラーガ母体から無尽蔵に産み出される。
特にガナードから露出した成虫は一定時間が経過すると勝手に消滅する。
ガナードから露出した成虫は他成虫と違い宿主の背骨を取りこんでおり背中に背骨が見える。
幼生と違い封印された成虫は胞子状になって休眠することができなかったため、採掘場にはミイラ化した成虫が多数散乱している。

アルマデューラ（Armadura）
古城に飾られている甲冑へ、宿主を探す過程でさ迷っていたプラーガが内部に潜り込み操っているもの。そのため、故意に作られたものではなく偶発的に誕生したもの である。プラーガ単体で長時間活動している稀有な例。甲冑内部全体にプラーガの触手が張り巡らされており、それが疑似的な筋肉の働きを発揮し、あたかも人間が入っているように行動するが、その動作は非常にぎこちない。名称は日本語訳すると「鎧」であり、その名の通り耐久力が非常に高いが、兜の部分を攻撃することで兜が外れ、甲冑の首にあたる部分から弱点の寄生体が露出する。また、光にも弱い。
なお、武器（長剣もしくはバトルアックス）を振りかざして待機し、こちらが近づくと武器を振り下ろして命中の是非に関わらず崩れ去る物が数か所にいる。
『4』の難易度AMATEUR、EASYでは強制戦闘はカットされており、アシュリーパートでのみの登場となる(こちらは逃げるのみで、戦闘は出来ない)
『RE:4』は、鉄仮面と鎧の間の首筋部分に寄生体を原作『4』より露出しやすくなっている他、弱点の照明器具の光った部分を向けられたり青い炎を触れてしまうと止まることになる。古城の霊廟より奥の通路はアシュリー操作時に扉を開けてから4体追いかけると同時に扉部分の青い松明の光に当たって塞ぎこみ、アシュリーの場合は下にしゃがみこんでの通行となっているに対し、レオン操作時は下にしゃがみながらの通行はできなくなる。
以下の二種が存在する。
銀騎士タイプ
露出する寄生体はガナード（寄生体）の寄生体Aと同じ。ガナードと違い、寄生体が露出した状態でも武器で攻撃を仕掛ける。
黒騎士タイプ
露出する寄生体はガナード（寄生体）の寄生体Bと同じ。やはり寄生体が露出しても武器でも攻撃を仕掛ける。寄生体側の攻撃はガナード（寄生体）と同様に即死攻撃であるため危険。
黄金騎士タイプ
『RE:4』のみ存在。露出する寄生体はガナード（寄生体）の寄生体Aと同じ。攻撃動作は銀騎士タイプより早くなっている。

## 劣性プラーガ
ガナード
立ち入り禁止となったサラザール家領地にある村落に無許可で帰省した人々が劣化したプラーガに寄生された成れの果て。以前と比べて脆弱な肉体になっているが、俊敏さは向上している。使用する武器はハチェットのみ。
特殊ガナード(Uniquea Glosbe）
『CORPS』に登場した個体。教団の壊滅後、司令塔である支配種を失ったプラーガ群の弱体化して尚も活動を続けた者から誕生した変異種。姿は幼体が露出したガナードそのものだが、環境の変化に適応したのか弱点であった日光を歯がにも掛けず、人間の脳を介さずに走行することも可能になった。疾走しながらでの触手攻撃は驚異である。

## プラーガ・タイプ2及びプラーガ・タイプ3

### マジニ及びイレギュラーミュータント
マジニ
スワヒリ語で「悪霊」という意味。ガナードと同様、寄生体（プラーガ・タイプ2、3）に支配された人間の総称。プラーガの改良に伴いコントロール面が向上しており、通常時は凶暴性を低く抑制する事でより人間社会に潜伏しやすくなっている。それまで問題点の一つであった寄生から支配までの時間は、非常に早くなった上に共存後の宿主の身体能力がより向上した。特に機動力の向上が顕著であり、ガナードよりも動作が機敏で、頭部を破壊されても吹き飛ばずに倒れて死亡するまで攻撃しようとする。また、昼間でも寄生体を露出する事が可能で、前作とは異なりゲームの序盤からプレイヤーを追い詰める。ただし強い閃光にはやはり弱いらしく、そうした攻撃には一撃で死亡する脆さもある。
寄生体が露出した個体として「ケファロ」、さらにそれの変異体の「デュバリア」、飛行形態を取る「キペペオ」が存在する。始めから生物に取り付かず、主に群体で出現する「ブイキチワ」もある。
『IV』、『V』にも登場するが、そこでは『プラーガに寄生された生者』ではなく、『経年劣化によるT-ウイルスの変異で誕生したアンデッドの進化体』という設定となっており、ゲームのように武器を使うことはなく、獲物に襲いかかる際には露出させた器官（形状はゲーム版の寄生体と同型）で敵を捕らえて、そのまま穴や水へ引きずり込む方法をとる。なお、『V』ではゲームのマジニ同様に、プラーガに寄生された事で高い知能を得て、銃火器やチェーンソーを使いこなしたり、バイクなどに乗って主人公達を追跡してくる個体も登場するが、それらの敵は「プラーガアンデッド」と称されている。
マジニ（市民）
キジュジュ自治区の市民が性能テストのために放たれたプラーガ・タイプ2に感染し、マジニ化したもの。タイプ2の最大の特徴は、ある程度成長したものを経口投与することで、わずか10秒ほどで肉体支配を行うことにある。これによって瞬く間に感染拡大してゆき、クリスたちが到着した頃には市民のほぼすべてがマジニ化していた。当初は普通の人間として生活していたが、BSAA部隊が行動を開始すると同時に凶暴な本性を現して襲い掛かる。
マジニ（扇動者）
サングラスを掛け、拡声器を持ったマジニ。マジニ達を拡声器で扇動し、処刑マジニと共にBSAA隊員のレイナードを処刑した。そのままマジニの群れに混じり手に持った拡声器で殴りかかってくる。他の個体より耐久力が高いが、他のサングラスを着用している者と異なり閃光手榴弾を防げない。『THE MERCENARIES REUNION』に登場する個体はデュバリアに変異する。変異前に背後の体術やスタンロッドで倒せば変異しない。
マジニ(アリソン)（Allyson）
ドレスを着た金髪白人女性のマジニ。
チャプター1-2に登場。キジュジュ自治区の異変に巻き込まれ離れた建物から助けを求めるも、プラーガを植え付けられクリスたちに襲い掛かる。他の個体より耐久力が高い他、ケファロに変異する。「THE MERCENARIES」で集会所ステージにのみ登場する個体は倒すと身体が風船のように膨れ上がり、周囲のプレイヤーやクリーチャーを巻き込み爆発する。最後まで膨れ上がった状態の爆発は、周囲のプレイヤーやクリーチャーを巻き込み大ダメージを与えるが、膨れ上がる最中に攻撃を当てるとダメージを受けずに爆発させることができる。
マジニ（先住民）
湿地帯に住んでいる先住民族“ンディパヤ族”が予防接種と偽られてプラーガ・タイプ3の胚を注入されマジニ化したもの。“人間の姿を保ったまま身体能力を向上させる”ことをコンセプトとしているため、市民タイプのマジニより耐久力が高く、体力が1/3以上ある時は攻撃してダウンさせてもすぐ立ち上がる。また跳躍力が異様に発達している。しかし女性や子供には定着せず、寄生の過程で死亡してしまうという欠点も存在。残った男性も支配種プラーガの持つ変異性の影響で皮膚から血の気が失せ、所々剥げ落ちて赤黒い肉がむき出しになった姿をしており、過去作のゾンビを思わせる（村のファイルの一つにも次第に人格が崩壊していく描写があり、『1』でゾンビ化する飼育係の日誌を思わせる）。感染前は近代的な服装で生活していたが、現在は藁の腰巻や戦化粧など原始的な姿（村祭りの際に使用していたらしい祭り衣装）をしており、木製の盾（破壊可能）や槍、ピルム、弓矢で武装し襲い掛ってくる。
マジニ（武装兵）
トライセルの研究施設を警備する、戦闘訓練を受けたマジニの部隊。肌の色や変質度合いは先住民マジニと共通しているが、投与されたプラーガのタイプは不明。金属製の盾やアーマー（破壊不可）で守りを固め、近距離ではスタンロッド。遠距離ではアサルトライフルや手榴弾、ロケットランチャーといった強力な兵器で攻撃してくる。側転で銃の射線を外すなど動作も厄介。稀に倒すと膨れ上がり爆発する個体もいる。最後まで膨れ上がった状態の爆発は、周囲のプレイヤーやクリーチャーを巻き込み大ダメージを与えるが、膨れ上がる最中に攻撃を当てるとダメージを受けずに爆発させることができる。
一般的にマジニと呼ぶと、上記の三種を指す。
処刑マジニ
頭に黒い布袋のマスクを被り、全身に拷問の後のような傷がいくつも付いた巨体のマジニ。恵まれた体格にプラーガによる肉体強化が加わったことで凄まじいパワーと耐久力を持ち、ギロチンの刃をくくりつけた巨大な断頭斧を振り回して味方もろとも標的を薙ぎ払う。名前の通り、キジュジュの街で未感染の人間に対する死刑執行者を務めており、BSAA隊員のレイナードも犠牲となった。
『THE MERCENARIES』では倒すと膨れ上がり爆発するが、膨らんでいる最中に攻撃を当てるとダメージを受けずに爆発させられる。
処刑マジニ（赤）
赤いマスクに背中から寄生体が露出した個体。『THE MERCENARIES』の監獄ステージと『DESPERATE ESCAPE』の第3エリアに登場する専用ボス。刃が燃え盛る断頭斧を手にし、通常のものと比較して耐久力と動作のスピードが上昇している。両者共に倒すと爆発する。
巨漢マジニ
処刑マジニほどではないものの、通常の個体と比較すれば恵まれた体格で身体能力に優れたマジニ。白やアーミー柄のズボンを穿き、スキンヘッドに上半身裸のレスラーを思わせる風貌をしている。武器は使わずひたすら殴りかかってくる他、両腕をクロスさせてショットガンの攻撃を防ぐことも（ただし転倒を防ぐのみでダメージは軽減されない）。処刑マジニにも言えることだが、優れた肉体を持つ一方で脳機能の言語能力に問題があり、仲間との意思疎通が図りにくく、組織行動を取らせ難いという欠点もある。
アッパーバージョンである『オルタナティブエディション』では、市民マジニと同じく武器を用いる個体が登場する。『THE MERCENARIES』と『DESPERAT ESCAPE』に登場する個体は倒すと膨れ上がり爆発するが、膨らんでいる最中に攻撃を当てるとダメージを受けずに爆発させられる。他のマジニ達に比べて膨れ上がっても小柄な為、途中で爆発させるのが難しい。
チェーンソーマジニ
頭を麻袋で隠し、血濡れの大型チェーンソーを武器とするマジニ。プラーガとの適合性が高かったため痩身ながら非常に打たれ強く、どんなに高い段差も軽々と飛び越える跳躍力を持つ。反面、凶暴性も増大しており、他のマジニとは全く言葉を交わさず、身の毛もよだつ雄叫びを上げながらチェーンソーを振り回す。即死とDYING状態にする攻撃をする、危険な敵。また、一度倒された後にプレイヤーランクが7以上だと一定時間後にさらに凶暴化して復活し、常にチェーンソーを振り回しながら接近してくる。
ライダーマジニ
名前の通り中排気量のバイクに乗ったマジニ。プラーガの寄生で運動神経が向上し、プロレーサー並みのテクニックでバイクを乗りこなす。2度闘い、最初はアクションボタンのイベントで、次はハンヴィーで移動中に固定銃座の機関砲で迎え撃つ。自分の武器では戦わない。
巨人マジニ
先住民マジニのうち、数人が突然変異を起こして身長3メートルほどの巨体となったもの。急激な発達のためか身長に反して体格はやや細身。耐久力に優れるうえ、頭に被った巨大な金属製の仮面はロケットランチャー以外の攻撃を無効にするほど強固。これを盾にして迫り来るため効果的なダメージを与えにくい。敵を発見すると雄叫びをあげて仲間を呼び、強烈な蹴りや、木製のトゲと人間の頭蓋骨をいくつも集めて作った棍棒で襲い掛かる。『THE MERCENARIES』に登場する個体は倒すと膨れ上がり爆発するが、膨らんでいる最中に攻撃を当てるとダメージを受けずに爆発させられる。
ガトリングマジニ
武装兵マジニの隊長格。恵まれた体格に加え、高い戦闘技能を持つ人間がベースとなっており、これまでのマジニの中では最大級の身体能力を持つ。本来銃架に固定して用いる大型の機関砲を手にしたまま乱射し、標的が物陰に隠れた所で手榴弾を投げ込む。ほとんどの武器のダメージを軽減させる上に、背後からの攻撃は爆発などを除き巨大な金属製のバックパックで無効化してしまう。また、サングラスをつけた個体には閃光手榴弾が効かない(サングラスは頭部へ幾度かダメージを与える事で破壊可能)。寄生される前の習慣が残っているため葉巻を燻らせている。『THE MERCENARIES』に登場する個体は倒すと膨れ上がり爆発するが、膨らんでいる最中に攻撃を当てるとダメージを受けずに爆発させられる。この際体と一緒に背中のバックパックも大きく膨れ上がるため、位置関係によっては追撃が通りにくくなる。
ケファロ
原種プラーガに寄生されたガナードの寄生体Aに相当する。太くて長くよく曲がる、多断層のトイレットペーパーやアルミホイルの芯のような形状の首で、それぞれの層をドリルのように回転させ、振り回しながら接近してくる。叩き付け攻撃なども行うようになっており、寄生部分を攻撃しても怯まず、弱点部位も存在しないなど、旧型より強化されている。ただし、逆に寄生部分以外への攻撃が効果が薄かった旧型と違い寄生部分以外を攻撃してもダメージが通る。固定の場合、ヘッドショットしなくても変異する。変異を防ぐには、主に膝を突いたマジニの背後から発動する即死系の体術、フィニッシュ系の体術、電撃系の武器でトドメを刺す事が挙げられる。なお、後者は変異後も大きなダメージを与えられる。また、旧型と同様に変異すると武器を使用しなくなる（変異時に持ってる武器は消滅する。ダイナマイト等の爆発系の武器は爆発せずに消滅する）他に、閃光で即死する。早歩きしているときに、何発か撃ち込むと転倒するのでそこから体術〆が出来る。名称の由来はアフリカ原産の植物ケファロペンタンドラ。
デュバリア
こちらは寄生体Bに相当するが、上半身が破壊され、硬質化したボール状のモンスターと化す。叩き付け攻撃に加え、DYING状態にする噛み付き攻撃を行う。表面はロケットランチャー以外、全くダメージを受け付けないが、足元など元々人間だった部位を攻撃されると花開き、その中を攻撃されると非常に脆い。尚、上半身を無くした影響から腕が無い為に段差や梯子を登る事は出来なくなっている。ちなみに、ダウンさせてもすぐに立ち上がる為体術は不可能（ただし、ウェスカーの体術、迅速移動は可能）。ケファロと同様の対策以外にも、変異する前に体自体をバラバラにしたり、転倒状態で体力を0にしてしまえば、変異する事はない。由来は多肉植物の属名から。海外版だとDYING状態で噛み付かれた場合、上半身が食いちぎられ死亡する。
特殊マジニ
『CORPS』に登場した個体。トライセル事件時での掃討を免れた残党から現れた変異種で、後述するブイキチワにも似た蜘蛛の形態の寄生体が宿主の頭部を押し出して露出している。前述する特殊ガナードと同様に光への強い耐性が付き、宿主の脳を失った状態での走行も可能。距離を詰めて露出した寄生体からの鉤爪で攻撃する。
アジュレ
マジニと同じく、プラーガ･タイプ2に寄生された犬。前作のコルミロスに相当し行動パターンに差は無いが、寄生体が露出した姿は頭部が縦真二つに割れ、非常にグロテスクで醜悪なものである（6-1の船首甲板に登場する個体の中には寄生体が露出した状態の個体が出現する）。だが、この状態で閃光手榴弾等をくらうと即死する。一度捕まると前作のコルミロス同様時間経過と共に体力を奪われ、急いで離さなければ即死する。
由来は北アフリカの砂漠やサバンナに棲むと信じられている幻獣の一種｡
計画的に生み出されたものではなく、二次感染、もしくはマジニ化した市民により寄生させられたものである。
『IV』ではウェスカーのペットとして2体登場する。

### プラーガ単体（タイプ2・3）
原種プラーガにおける、プラーガ成虫とアルマデューラに相当する。
キペペオ
スワヒリ語で「蝶」の意。マジニの首から飛び出してくるコウモリのような生物。原種プラーガの成虫が分離したものに相当する。最大の違いは宿主の死後すぐに分離し、独立後に飛翔する点である。完全に肉体と分離しても非常に高い生命力を持っており、単体で出現する場面もある。旧作シリーズに登場したカラスのような「たかる」攻撃、尻尾の鋏で首を締める攻撃のほか、謎の液体を吹きかけてくることもある。また、動きも異常に素早く、それなりに知性もあるようで、銃撃を回避したり、銃口を向けただけで弾道を回避しようとする。カークはこれに襲撃された際に「飛行型のB.O.W.に…」と言っているため、プラーガ独立型というよりはB.O.W.として扱われている。
『V』では、終盤にレッド・クイーン率いるアンブレラの私設軍隊を構成するB.O.W.として多数が登場。
ブイキチワ
蜘蛛のような姿形をしたプラーガで、用途としてはB.O.W.に近い品種。行動パターンは原種プラーガが分離したものと同じ。基本は地中から群れで出現、獲物を狩る。キペペオ同様の回避行動を取るなど機動性は高く、取り付かれると攻撃ができなくなる。スワヒリ語でブイは「大グモ」キチワは「頭」を意味する。元々B.O.W.として開発されたというより、プラーガ独立型が遺跡で繁殖したとも言える。旧型に比べて日光に対する耐性が強く、単体でも長時間行動できるが、閃光弾などの強烈な光には弱い。

### 関係者
アルバート・ウェスカー（Albert Wesker）
元S.T.A.R.S.アルファチーム隊長。エクセラにプラーガや各種ウィルスの情報を提供する等暗躍している。いままでの黒幕でもあり、『5』の最終ボスでもある。
エクセラ・ギオネ（Excella Gionne）
ウェスカーを支援するトライセル社アフリカ支社の女社長。才能と生まれたときからの権力で色々なものをほしいがままにしていた。プラーガの更なる改良及び実験に深く関与している。権力と金を使ってウロボロスウイルスを製作し、ウェスカーと共に世界の再生を見ようと企むが、ウェスカーに見放されてウイルスを投与され、最終的に作中最大最強のB.O.W.「ウロボロス・アヘリ」と変貌してしまう。
リカルド・アーヴィング（Ricardo Irving）
トライセル社アフリカ支社資源開発部門に所属。生体兵器を闇市場で売買する。ウェスカーやエクセラ同様、プラーガの実験に深く関与している。
『5』で唯一、支配種プラーガにより異形化する人間。仮面の人物から最後通告として手渡された支配種プラーガを自身に投与し、無数の触手を持つ巨大な水棲生物と化した。尚、支配種の特性から変異後も人間としての意志を保っており、死の直前まで極普通に会話も可能であった。

## プラーガ（東スラヴ仕様）
東スラヴにて内乱を終わらせるためにスベトラーナ大統領が故意に流出させた。
ガナード
スベトラーナ大統領が流出させた従属種プラーガに寄生された東スラヴの一般市民たち。原種プラーガに寄生されたガナードと比べて肌が青白く、眼球全体が充血しているといった外見の変化が顕著であり、動作もぎこちなく言語能力も劣化している。
日用品を手に組織的な集団行動で未感染者に襲いかかる。マジニと同様に口から花弁状の器官を露出させ、そこから取り出したプラーガ幼体を未感染の相手の口に無理やり押し込み、寄生させてガナード化させる。
プラーガが露出した状態のガナード
原種プラーガに寄生されたガナードのガナード（寄生体）に相当する。刺が何本も生えた1メートルほどの触手が首から数本生えた姿。頭部を破壊されたガナードが変化する。
JD
反政府軍の一人、JDがガナード化した姿。ガナード化しても仲間を傷つけたくない一心から意識を保っていたが、プラーガの支配に抵抗したためか体内のプラーガによって内側から頭部を破壊され、プラーガが首から露出した状態でレオンに襲いかかるも倒された。

### 関係者（東スラヴ）
スベトラーナ・ベリコバ
東スラブ共和国の大統領にして、同国の内戦の黒幕。当時まで困難だった支配種プラーガの培養を成功させたが、自身はプラーガを投与してはいない。レオンの活躍によって自らの悪事がアメリカとロシアの両政府に露見し、最終的に両国から派遣された連合軍の前に共和国政府が降伏して自身は辞任させられ、大統領の座を失脚した。

## プラーガを用いたB.O.W.

### ロス・イルミナドス教団が開発したB.O.W.
プラーガの特徴である「あらゆる生物に寄生できる」、「宿主の生命力が向上する」、「支配種プラーガでコントロールできる」という点を利用し、原種プラーガを用いて造られた有機生命体兵器（B.O.W.=Bio Organic Weapon）群。ロス・イルミナドス教団が悲願である世界征服に利用するために開発された。
コルミロス（Colmillos）
プラーガを寄生させた犬。名前はスペイン語で「牙」を意味し、寄生体との同化によって発達しすぎた牙が口腔に収まりきらず、口が大きく裂けて歪な牙がむき出しとなった凶悪な面構えをしている。動きが素早い上に姿勢が低く、サイドステップで銃の射線を外しつつ飛びかかり、相手に圧し掛かって喉笛に噛みついてくる。背中を突き破って寄生体の触手が露出し、鞭のように叩きつける攻撃も行う。プラーガを介した行動のコントロールは安定しており、出現時には必ず群れを作って波状攻撃を仕掛けてくる。
『RE:4』では、灰色タイプだけでなく漆黒タイプも登場する。漆黒タイプの体力は村や古城に出てくる灰色タイプより多くなっている。
デルラゴ（Del Lago）
プラーガを応用した生物兵器開発研究のサンプルとなったオオサンショウウオ。名前は「湖の」を意味し、制御不能な凶暴性を危険視したサドラーによって村の湖に封印されていた。プラーガの成長が進むにつれて際限なく巨大化し、全長は20メートル以上にも及ぶ。また、攻撃には使用しないが口内に寄生体の触手が蠢いているのが見て取れる。水中をモーターボートと同等の速度で移動し、レオンの乗るボートに体当たりを仕掛け、水面に投げ出された所を丸呑みにしようと襲い掛かってくる。
エルヒガンテ（El Gigante）
プラーガに寄生された人間に遺伝子操作を施した結果、「巨人」の名のごとき異様な巨体へ変貌したもの。その身長は2階建ての家屋ほどもある。圧倒的なパワーと耐久力を持ち、強烈なパンチや体当たりを繰り出すほか、村に出現する個体は大岩を投げ飛ばし、立ち木を引き抜いて振り回す。しかし、知能は皆無で同族のガナードにさえ襲い掛かるほど凶暴化したため、生み出されたのはわずか数体のみ。耐久力にも限界があり、それ以上のダメージを受けると膝をついて動きを止め、弱点の寄生体が再生のために活発化し、背中から露出する。村に出現する個体は皮膚が薄い灰色だが、古城の地下ではより耐久力の増した赤色の皮膚の個体が2体同時に登場する。
『RE:4』では背中のプラーガを鎧で覆い隠すタイプを登場する。鎧を爆発物で取り除かない限りプラーガにダメージを与えられない。
ガラドール（Garrador）
プラーガを寄生させた人間に肉体強化を施して生み出された狂戦士。名前は「爪を持つ者」を意味し、両の手甲に3本ずつ、自在に伸縮できる長大なカギヅメを装備している。チェーンソー系ガナード以上の強靱な肉体を獲得したが、目に付いた者に敵味方の区別なく襲い掛かるほど凶暴化したため、瞼を縫合して視覚を奪われ古城の牢獄などに拘束されている。封じられた視覚に代わって聴覚が発達しており、わずかな足音でも正確に獲物の位置を捕え、カギヅメを振り回して切り刻む。中世の剣闘士のような鉄仮面を被ったものと全身鎧を着込んだものが登場するが、両方とも背中にむき出しとなった寄生体が弱点。
邪教徒には「チェーンソー男」のような強力な武器を扱うガナードが少なく、このガラドールが戦略的穴埋めになっている。
ノビスタドール（Novistador）
プラーガの応用実験で生み出された昆虫と人間の混合体。全身を覆う外殻の色を自在に変化させる擬態能力で「見えざる者」の名の如く身を隠し（風景の揺らぎ、眼光、吐息、移動時の水しぶきで位置は判別可能）、鋭い爪や飛び蹴り、酸を吐きだして獲物を狩る。擬態能力を持たない失敗作（サラザール曰く「できそこない」）も多数存在し、それらは背中の翅で宙を飛び、群れをなして標的を襲う。ベースは人間ながら手足のあるフォルム以外は人間の面影は全くなく、古城の一角に巨大な巣を作って盛んに繁殖を続けている。
『RE:4』では石のように変色し、近づくと襲いかかってくる。また、古城に登場する個体の他に、孤島でも登場する。サドラーの直属の兵隊として教団の中枢部付近の警護役を担い、マイクのヘリに群れて集って、墜落死に追いやった。
ヴェルデューゴ（Verdugo）
サラザールの側近兼、警護を務める、黒い外殻の昆虫人間。名前はスペイン語で「執行者」を意味し、サラザールが自らの右腕と呼ぶ赤色のローブを着たものがレオンの処刑執行のために差し向けられた。昆虫の遺伝子を用いた応用実験の完成形で、ノビスタドールよりはるかに高い戦闘能力を持つ。両手の爪を用いた格闘戦に加え、先端に刃のついた伸縮自在の尾を鞭のように振り回す。また、柔軟な身体を活かして床下や天井裏に潜り込み、死角からの奇襲攻撃を仕掛けてくる。人間だった頃の自我はガナードよりも色濃く残っており、レオンとの戦闘に於いても指を立てて挑発したり、攻撃を受けても効いていないとばかりに肩をすくめるなど仕草が人間的。全身を包む外殻は銃弾を弾くほど強固だが、冷気には非常に弱い。
なお、もう一方の側近である黒いローブを着たものも同種であり、サラザールと共にプラーガ母体と同化した。
元々はサラザールの執事であり、邪教徒と同様に自らプラーガを受け入れたことが示唆されている。『RE:4』では教団でプラーガの研究、応用実験を担っていた科学者のイシドロが下記のペサンタの開発を経て、その研究成果を応用して自らプラーガを投与して変異した。
リヘナラドール（Regenerador）
ひとりの人間に複数のプラーガを寄生させる実験で生み出された怪物。名前はスペイン語で「再生者」を意味し、身体の欠損個所を短時間で修復できる異様な代謝能力、それに伴う高い耐久力を獲得している。しかし、細胞組織が脳から内臓に至るまで変質しているために人間の知能はなく、単に獲物に対して食らいつくだけの生ける屍と化している。乾いたような薄紫色の皮膚、鋭い牙を持ち常に涎を垂らす口、古い電球のように揺らいで赤く輝く眼球といった醜悪な外観を持ち、歩行速度は遅いが、腕を遠くに伸ばして相手を引き寄せて噛みいたり、丸太のように肥大させて殴りつける。
『RE:4 』では、体内の寄生体を全て取り除くと、後述のアイアンメイデンに変化する場合がある。
アイアンメイデン（Iron Maiden）
リヘナラドールに更なる改良を加えた強化版。皮膚は暗い灰色になり眼球は退化し、口は鼻先まで縦に割れている等、リヘナラドールより醜悪な外観を持つ。全身の皮膚に1メートル以上にも伸びる針を無数に隠し持っており、伸縮自在の手で捕らえた獲物を自らの身体に叩きつけるように引き寄せ、串刺しにする様子が中世ヨーロッパの拷問具「鉄の処女」を彷彿とさせるため、この名がついた。
『RE:4』では、リヘナラドールから変化する形として、体内の寄生体が更に増殖する。倒すと体全体の無数の針が飛び散ってくる。
U-3/ペサンタ（Pesante）
プラーガと複数の生物の遺伝子を用いて生み出された合成生命体。各生物の特徴の調整が不完全なため、非常に歪で醜悪な姿となった。舌が異様に伸びた人間の上半身に昆虫の腹部を持ち、その巨体をトカゲのような4本の足で支えている。3段階に形態が変化し、第1形態は左腕の触手を鞭のように振り回し、相手に叩きつけたり首に巻き付けて頸椎をへし折る。第2形態は人間部分の背中から大型のプラーガが露出し、巨大なハサミのようなアゴで相手を切り裂く。ダメージによって人間部分が機能を失い、プラーガが直接肉体を制御しているのが第3形態で、巨大なアゴで地中を掘り進み、足元から奇襲攻撃を仕掛けてくる。
『RE:4』ではサラザールの執事がプラーガを投与した姿で変異し、名称は「刺客ペサンタ」。レオン本編には登場せず、古城にあるファイルから名前のみとして記されている。『セパレート ウェイズ』ではボスクリーチャーとして登場し、ローブを纏った状態を含めてエイダと3度戦うことになる。

### トライセル社が開発したB.O.W.
プラーガ・タイプ2もしくはプラーガ・タイプ3を用いてトライセル社によって製造されたB.O.W.群。ロス・イルミナドス教団に比べるとプラーガ関連のB.O.W.の数は少ない。
ポポカリム
プラーガを寄生させた蝙蝠に改良を重ね巨大化させ、大きな破壊力と、高い飛行能力を得た飛翔型生命体。寄生体との共生により複雑な遺伝子改造が可能となり、歩行時の脚を兼ねる翼は4枚に増加している。
プラーガが露出した尾部の先端から粘着性の体液を飛ばし、体当たりで攻撃してくる。皮膚が頑丈で多少の攻撃にはびくともしない。
尾部の裏側が弱点だが、飛行中を除いて殆ど硬質な表側で隠しているため、倒すには裏側に回り込むか感知式爆弾などで転倒させる必要がある。ポポとはスワヒリ語で「蝙蝠」を意味する。
『FINAL』ではアンブレラが地上に解き放った個体が序盤とエンディングに複数体登場する。
ンデス
『4』に登場したエルヒガンテをベースにリヘナラドールの技術の応用を用いて開発されたエルヒガンテの改良兵器。改良されたプラーガを用いている事もあり、より強化された堅い皮膚と筋肉を有し、制御面でも格段に向上するに至った。耐久性もリヘナラドールのように、複数の寄生体を寄生させている影響でエルヒガンテよりも大幅に向上させる事に成功している。外見に於いても本来のエルヒガンテより体格がガッチリしており、顎髭を生やしている。エルヒガンテと違い、本体となる巨大な寄生体と、小さな寄生体が複数体内に存在しており、巨大な寄生体を倒さない限り、小さい方はいくらでも再生し、出てくる。ンデスとは中部アフリカの伝承に残る、巨体を誇る食人鬼。
PROFESSIONALモードの登竜門と言われるほどの強さで、幾多のプレイヤーを阻む強敵。対ンデス戦のみ、戦闘方法が変わる（固定機銃を使用する戦闘。移動も防御も回復も出来ないので、さながらガンシューティングの様な感覚での戦闘となる）。
U-8
タカアシガニの様な姿をした巨大生命体。『4』に登場したU-3を参考にして、それよりも多くの種類の生物の遺伝子を結合させて誕生させた。
戦車の装甲にも匹敵する超硬質の甲羅が覆っており、銃弾はおろかロケットランチャーの直撃すら無効化する。
その為、兵器としての完成度が高く、既に闇市場を通じて、世界各地の戦場でかなりの戦果を挙げているという（作中で戦う個体は脚や身体の一部に、甲羅の無い部分がある劣化型である）。
大きな鋏や体当たり、噛み付きなどの他、腹の部分に別種の飛翔型B.O.W.（プラーガではない）を多数共存させており、それを吐きだして攻撃してきたり、即死攻撃も行う。

### 東スラヴ共和国で使用されたB.O.W.
リッカー（東スラヴ仕様）
東スラヴ共和国の反政府軍が使用した従属種プラーガを寄生させ、コントロール可能にしたリッカー。外見はラクーンシティに出現したものよりも、トライセル社が開発したリッカーβに近い。サーシャに率いられ大統領府の地下施設まで侵入するが、量産型タイラントとの壮絶な死闘の末、全滅した。

## 支配種プラーガ
プラーガには、寄生されると自我を失う従属種プラーガの他に「支配種」と呼ばれるものが存在する。
従属種との最大の違いは宿主の肉体にガナードとは比較にならない変異をもたらす代わりに、宿主の自我は奪わず、「従属種プラーガを操る」という能力を宿主の意思でコントロールできるという点である。
プラーガの力を解放すれば、更に自身の体を強化する事も可能である。劇的な外見上の変化を伴い、一度力を解放した後に元の姿に戻れるかは明言されていないが、『5』のファイルに「支配種プラーガを寄生させることは人間として生きることをあきらめるも同義」という記述があり、実際に支配種プラーガを手渡されたリカルド・アーヴィングも死刑宣告を受けたかの様に絶望し、直前までなんとか使用を避けられる様にと手段を厭わずに手を尽くし続けた末、最終的に使用が避けられない状況に立たされた際には、半ば自暴自棄になりながら投与していた事から見て、一度力を解放すれば人間の姿には戻れないと思われる。

### 宿した人間と変異体
ビトレス・メンデス
村長メンデスがレオンとの戦闘において、プラーガの力を解放して現した異形の正体。胴が上下に裂け、プラーガの影響で異常に発達した脊椎がムカデのような肢を蠢かせている。主な攻撃手段は背中から伸びる2本の長大な前足で、振り回して先端の爪で切り裂くほか、脊椎と同時に伸ばして高所を攻撃したり、遠くの地面に突き刺し身体を引き寄せることで一気に長距離を移動する。弱点はむき出しとなった脊椎だが、切断されても上半身のみで活動し（第2形態）、前足の爪を小屋の梁に引っ掛け、振り子のように移動することでより機敏な動作で襲い掛かる。
『RE:4』は上記の『4』と同様の攻撃を加えて、第2形態では左右の手に木材やドラム缶を拾い上げて投げつける。
ラモン・サラザール
古城の城主サラザールが、側近であるB.O.W.「ヴェルデューゴ」と共にプラーガの巨大な母体と融合した姿。中央の花のつぼみのような核と左右の壁面から巨大な触手が出現し、レオンに叩きつけたり、身体に巻きついて地面に投げ飛ばす。さらに中央の触手の先端には側近の顔が浮かんでおり、鋭い牙が並ぶアゴで相手を即座に噛み砕き死亡させる。また、つぼみの下の根には無数の寄生体の胞子が生えており、そこから次々とプラーガを生み出す。弱点となるサラザール本体は中央の触手の根元付近にある強固なシェルターの中におり、触手が噛みつき攻撃を行う時か側近の顔の眼球を攻撃し、動きが止まった時のみ姿を見せる。
『RE:4』では、『4』と違ってプラーガの母体と融合せず、単独で変異する。巨大な虫のような異形になり、壁にへばり付いて縦横無尽に動き回わりながら黒い液体を吐きかけてくる。
ジャック・クラウザー
生物兵器の力に魅入られた、元米合衆国の傭兵。鍛え抜かれた肉体に支配種プラーガの力が加わったことで超人的な身体能力を獲得しており、ナイフや体術を用いた接近戦をベースに、マシンガンや手榴弾、爆弾付きアーチェリーといった強力な武器で攻撃する。さらにプラーガの力を解放すると左腕が巨大なブレード状に変化し、強力な斬撃を繰り出してくるほか、ブレードを翼のように展開させることで、あらゆる攻撃を防ぐ鉄壁の盾として使用する（下半身まではガードしていない）。本編においては二度闘い、最初はアクションボタンのイベントで、後に孤島深部にある遺跡の中で、シーカーと呼ばれる2種類の自走爆雷を仕掛けて待ち受ける。プラーガを解放した最終決戦の時以外は攻撃しても撤退するだけで、ダメージは与えられない。
一度はレオンに倒されたものの死亡しておらず、『the another order』にて再登場。その際には皮膚が大きくただれ、粘液に覆われ、意識もプラーガに乗っ取られ凶暴化。無言のままエイダに襲い掛かるも倒され、死亡する。
支配種プラーガの力を解放した幹部のボスは人間の姿を完全に失った姿に変化することが多い中、変化が左腕の変化のみに留まっているなど、他の幹部に比べると比較的人間の姿を保った状態になっている。
『RE:4』では、『4』と同様の左腕をブレード状に変化するだけでなく右腕にシールド状まで変化し、上記と同様の攻撃で仕掛ける。レオンに倒されると『4』と異なりナイフを心臓で突き刺すようレオンに指示する形で死亡する。『セパレート ウェイズ』ではエイダと面識が無くすれ違う形で登場する。ただし、エイダとの戦闘は行わない。『セパレート ウェイズ』では、クラウザーが寄生させていたプラーガは支配種ではなく「アンバーに適合した事で強化された上位種プラーガ」である事が判明。エンディングではエイダが入手したアンバーの代わりに、遺体の体内に宿ったプラーガをウェスカーによって運ばれ、『5』のプラーガの種を量産される基となった。
オズムンド・サドラー
ロス・イルミナドス教団の教祖サドラーが、支配種プラーガの力を完全に解放した姿。本編の最終ボスとなる。首が長大に伸び、頭部の周囲に3本の巨大な牙が生える。首の根元からは巨大な4本の節足と数本の先端に刃のついた触手が生え、接近しただけで斬りつけられてしまう。節足それぞれに眼球が付いているため、どの方向からでも敵対者を捕捉可能。牙で鉄骨を咥えて軽々と投げ飛ばし、巨体からは想像もつかない跳躍力でレオンを踏み潰そうとする。外殻にロケットランチャー（通常弾）が直撃しても即死には至らないなど、きわめて高い生命力を持つ。
『RE:4』では、変異体の第一形態で一定のダメージを受けると鉄骨を投げ飛ばす代わりに3方向の液を吐いてきたり、ノビスタドールを呼び出す。変異体の第一形態の体力を大きく削るとコアを露見して体が大きく肥大化する第二形態に変化する。ロケットランチャー（特殊弾）で当てないと時間経過で無数の触手に叩きこまれてゲームオーバーとなってしまう。
オズムンド・サドラー（人間形態）
オリジナル版『4』の『the another order』及び『RE:4』の『セパレート ウェイズ』でエイダが闘うことになる変身前のサドラー。人型を保ってはいるものの、体内は高密度に圧縮された支配種プラーガの細胞で埋め尽くされており、重い足音から見た目に反して非常に質量が高いことがうかがえる。クラウザー以上の身体能力を有しており、残像が見えるかのような高速移動で標的を追い詰め、掌底などの体術や、最大数十メートルにも伸びる右腕の触手をムチや槍のように用いて攻撃する。また、その身にハンドガンやマシンピストルなどの銃弾を受けても、寄生体の細胞が手先に撃ち込まれた銃弾を集め、逆に高速で撃ち返すことも可能。
アーヴィング（モンスター）
仮面の人物から最後通告として手渡された支配種プラーガを自身に投与し、変異した姿。
さまざまな魚介類を融合させたような怪物で、巡視艇並みのスピードで水中を移動しながら触手と体当たり、寄生体の咬み付き（即死）で攻撃する。アーヴィング本人は殻に覆われた寄生体の口内に舌のような姿で融合しており、寄生体自体の核を攻撃することで姿を現す。
変異しながらも意識は保っており、死亡直前まで会話も可能であった。
投与した支配種プラーガについては、 「4」の教団関係者と異なり投与直後に変異した事から品種改良した物であるとされているが、その詳細は不明。
イワン・ジュダノビッチ
アタマン（長老）と呼ばれる反政府軍のリーダー。スベトラーナ大統領が内乱を収束するために密かに横流しした支配種プラーガを自らに宿し、従属種プラーガを寄生させたリッカーを操る。百戦錬磨のレオンをリッカー一体のみを武器に捕らえる等、戦闘力は高かったが、宿主のイワンが既に老齢で抵抗力が低下していたためか欠陥品の支配種プラーガであるためか肉体の変異が始まったため、サーシャに射殺された。
アレクサンドル（サーシャ）・コザンチェンコ
東スラブ共和国反政府勢力主要メンバー。アタマンの後継者として支配種プラーガを手に入れ、その身に投与した。支配種プラーガの力で従属種プラーガを投与したリッカーを操った。最終的にはレオンに支配種プラーガを脊髄ごと撃ち抜かれ、半身不随になるも生き延びた。支配種プラーガを投与しながら唯一異形化しなかった人間。

## 治療法
プラーガが孵化する前の卵の状態ならば、専用の薬で除去が可能。投与後も体内に薬の効能が残っている内であれば、卵を注入されても除去が可能である。プラーガが孵化した場合、薬で除去出来なくなるものの、同様の薬でプラーガの成長を一時的に抑えられ、その間に特殊な放射線を照射することにより、プラーガのみを死滅させられることがわかっている（これにより、レオンとアシュリーのプラーガは除去されている）。しかし、確実に除去できるのは幼体のみであり、成体になったプラーガを死滅させれば宿主も死亡するリスクを負う事になり、仮に成功したとしても重篤な後遺症が残る可能性が示唆されている（寄生したプラーガの成長に比例するものと思われ、幼体でもある程度成長が進むと治療不可能になる）。また、幼体の除去でも完全ではないとは言え、中枢神経とは繋がり始めている状態となっているため、放射線の照射の際はかなりの苦痛を伴う事になる。これらの治療法は、プラーガの治療法というより、プラーガを寄生させられた者が自らプラーガを取り除けるか、取り除けなくするかという研究の中で発見されている。
『バイオハザードRE:4』では、オリジナル版『4』の上記の通りレオンとアシュリーがプラーガに投与され、『セパレート ウェイズ』でもエイダがペサンタの異物を残して針状に飛んで掠り傷程度に当たってしまい、プラーガに感染する。体内にプラーガの成長具合と数時間後に顔全体に血栓が発症し、レオンとアシュリーが体内に宿ったプラーガの母体はサドラーでありながら、サドラーの意のままに操られるようになり、更に幻視してしまうことになる。ルイスがプラーガの成長を一時的に遅らせる薬を作り出すことで顔全体の血栓を見えなくなるまで収まりつつ、レオンとアシュリーは孤島の研究施設まで長らく耐えていき、特殊な放射線を照射することにより、プラーガのみを死滅させることに成功する。エイダは感染元のペサンタ（U-Ⅲの姿）を倒した影響により、エイダの体内からプラーガの幼虫を口から吐き出すことで解放され、プラーガの幼虫を足で踏み潰した。
『バイオハザード5』に登場するプラーガ・タイプ2は成体の状態から寄生させるため、恐らく上記の治療法で取り除くことは不可能（侵食スピードが異常に速いため治療する前に完全に侵食されきってしまう）。この作品内では救出イベントが無い事から治療法は言及されていない。
『バイオハザード ダムネーション』ではアレクサンドル・コザンチェンコが支配種プラーガをその身に入れていたが、脊髄ごと支配種プラーガを撃ち抜かれることで半身不随の後遺症を残すも半ば強引に治療されている。